# Réorganisation des corps d'artillerie français (1873)
Pour les articles homonymes, voir Réorganisation des corps d'artillerie français.
Cette page présente la réorganisation des corps d'artillerie français de 1873 conformément au décret du 20 avril 1872, à la loi relative à l'organisation générale de l'armée du 24 juillet 1873 et au décret du 29 septembre 1873.

## Décret du29 septembre 1873
Le Président de la République française,

Décrète :
Article 1er
En exécution de la loi du 24 juillet 1873, sur l'organisation générale de l'armée, il est créé huit régiments d'artillerie destinés à compléter le nombre des régiments de cette arme nécessaires pour former les 19 brigades d'artillerie affectées aux 18 corps d'armée de l'intérieur et au corps d'armée spécial de l'Algérie.
Article 2
La formation de ces régiments a lieu au moyen d'éléments prélevés sur l'ensemble des régiments existants, et de telle sorte que le nombre total des batteries d'artillerie déjà existantes et le cadre actuel des officiers de cette arme ne soient point dépassés.
Article 3
Les 38 régiments d'artillerie résultant de cette création sont partagés, conformément au tableau annexé au présent décret, en 19 brigades affectées, dans l'ordre de leur numéro, aux 18 corps d'armée de l'intérieur et au corps spécial à l'Algérie.
Article 4
La composition provisoire de chaque brigade et de chaque régiment, en attendant la loi à intervenir sur les cadres, sera fixée par une décision ministérielle spéciale.
Article 5
Le ministre de la Guerre est chargé de l'exécution du présent décret.
Fait à Versailles, le 28 septembre 1873.

Maréchal de Mac Mahon duc de Magenta
Par le Président de la République

Le ministre de la Guerre

Général du Barail

## Les 38 régiments d'artillerie
Par décret du 20 avril 1872, le nombre des régiments d'artillerie est porté à 30, plus le régiment de pontonniers qui n'a plus de numéro. Mais le même décret ne laisse provisoirement à chaque régiment que 11 batteries : 2 à pied, 7 montées et 2 à cheval.
Une circulaire ministérielle du 25 novembre 1872 prescrit la formation dans tous les régiments d'une douzième batterie, qui est montée. De plus, une de leurs batteries à pied est transformée en batterie montée.
Le décret du 29 septembre 1873, rendu en exécution de la loi du 24 juillet précédent, crée huit nouveaux régiments numérotés 31 à 38.
En attendant la loi des cadres qui était en préparation, les formations nouvelles devaient se faire sans augmenter le nombre des batteries existantes, de sorte que les régiments reçurent une composition provisoire.
La loi des cadres du 13 mars 1875 affecte à chacun des 19 corps d'armée une brigade d'artillerie comprenant un régiment divisionnaire de 3 batteries à pied et 10 batteries montées et un régiment de corps de 10 batteries montées et 3 batteries à cheval. Une compagnie du train est rattachée à chaque régiment divisionnaire, deux à chaque régiment de corps.

### 1errégiment d'artillerie
Par suite du décret du 20 avril 1872, le 1er régiment d'artillerie monté devient le 1er régiment d'artillerie à dater du 10 mai 1872.

Il conserve son dépôt et 8 de ses batteries. Il cède 2 batteries au 16e régiment d'artillerie et 2 batteries au 18e régiment d'artillerie. Il est complété par l'incorporation des 7e et 8e batteries de l'ex-18e régiment d'artillerie à cheval.
Le 28 septembre 1873 il fait partie de la 8e brigade d'artillerie et cède ses deux batteries à cheval, l'une au 36e régiment d'artillerie, et l'autre au 37e régiment d'artillerie.

### 2erégiment d'artillerie
Par suite du décret du 20 avril 1872, le 2e régiment d'artillerie monté devient le 2e régiment d'artillerie à dater du 10 mai 1872.

Il conserve son dépôt et 8 de ses batteries. Il cède 1 batterie au 16e régiment d'artillerie de nouvelle formation, 2 batteries au 24e régiment d'artillerie, 6 batteries au 29e régiment d'artillerie, et 3 batteries au 30e régiment d'artillerie. Il reçoit les 3e et 4e batteries du 19e régiment d'artillerie à cheval.
Le 28 septembre 1873 il est attaché à la 14e brigade d'artillerie et reçoit du 6e régiment d'artillerie 1 batterie à pied, et lui cède une batterie à cheval. Il cède, en outre, 2 batteries au 36e régiment d'artillerie, et transforme en batterie montée sa 2e batterie à cheval.

### 3erégiment d'artillerie
Par suite du décret du 20 avril 1872, le 3e régiment d'artillerie monté devient le 3e régiment d'artillerie à dater du 10 mai 1872.
 
En 1872, il garde son état-major, son dépôt et 8 de ses batteries et il reçoit une batterie à cheval du 18e régiment d'artillerie et une batterie à cheval du 19e régiment d'artillerie. Il cède en échange 7 batteries montées au 19e régiment d'artillerie, une batterie montée au 24e régiment d'artillerie, et 3 batteries au 29e régiments d'artillerie.
L'année suivante, il fait partie de la 16e brigade d'artillerie, et reçoit une batterie du 9e régiment d'artillerie et verse 3 batteries au 37e régiments d'artillerie.

### 4erégiment d'artillerie
Par suite du décret du 20 avril 1872, le 4e régiment d'artillerie monté devient le 4e régiment d'artillerie.

En 1872, il conserve 10 batteries, et reçoit une batterie à cheval du 19e régiment d'artillerie et cède 3 batteries au 30e régiment d'artillerie.
En 1873, il fait partie de la 7e brigade d'artillerie et cède ses deux batteries à cheval, l'une au 5e régiment d'artillerie et l'autre au 32e régiment d'artillerie

### 5erégiment d'artillerie
Par suite du décret du 20 avril 1872, le 5e régiment d'artillerie monté devient le 5e régiment d'artillerie.

En 1872, il conserve son dépôt et 8 batteries, reçoit une batterie du 19e régiment d'artillerie à cheval et cède au 30e régiment d'artillerie 3 batteries.
En 1873, il fait partie de la 7e brigade d'artillerie, reçoit une batterie à cheval du 4e régiment d'artillerie, et cède 1 batterie au 7e régiment d'artillerie, 1 batterie au 36e régiment d'artillerie et 2 batteries au 38e régiment d'artillerie.

### 6erégiment d'artillerie
Par suite du décret du 20 avril 1872, le 6e régiment d'artillerie monté devient le 6e régiment d'artillerie.

En 1872, il reçoit, 2 batteries à cheval venant des 18e et 19e régiments d'artillerie, et il cède 6 batteries montées au 19e régiment d'artillerie, 1 batterie au 24e régiment d'artillerie et 3 batteries au 29e régiment d'artillerie, en conservant 9 de ses anciennes batteries.
En 1873, il fait partie de la 14e brigade d'artillerie, reçoit 1 batterie à cheval du 2e régiment d'artillerie, lui cède 1 batterie à pied et verse 3 batteries au 38e régiment d'artillerie.

### 7erégiment d'artillerie
Par suite du décret du 20 avril 1872, le 7e régiment d'artillerie monté devient le 7e régiment d'artillerie.

En 1872, il conserve 8 de ses batteries, reçoit, 2 batteries à cheval venant du 20e régiment d'artillerie et
cède 1 batterie au 18e régiment d'artillerie, 5 batteries au 20e régiment d'artillerie, 1 batterie au 23e régiment d'artillerie, et 2 batteries au 28e régiment d'artillerie.
En 1873, il garde 9 batteries, reçoit 1 batterie à cheval du 4e régiment d'artillerie et 1 batterie du 5e régiment d'artillerie, cède une batterie à pied au 20e régiment d'artillerie, 1 batterie à cheval au 10e régiment d'artillerie, 1 batterie à cheval au 35e régiment d'artillerie, et fait partie de la 10e brigade d'artillerie.

### 8erégiment d'artillerie
Par suite du décret du 20 avril 1872, le 8e régiment d'artillerie monté devient le 8e régiment d'artillerie.

Il transforme sa 11e  batterie montée en batterie à cheval qui prend le no 14 et reçoit la 4e batterie du 17e régiment d'artillerie à cheval qui prend le no 13. Il verse 3 de ses batteries au 17e régiment d'artillerie, 1 batterie au 20e régiment d'artillerie, 2 batteries au 25e régiment d'artillerie et 2 batteries au 27e régiment d'artillerie.
En conséquence du décret du 28 septembre 1873 qui le place dans la 6e brigade d'artillerie, il perd ses deux batteries à cheval qui passent l'une au 25e régiment d'artillerie et l'autre au 32e régiment d'artillerie.

### 9erégiment d'artillerie
Par suite du décret du 20 avril 1872, le 9e régiment d'artillerie monté devient le 9e régiment d'artillerie.

Il garde 9 batteries, et reçoit 2 batteries à cheval du 18e régiment d'artillerie, et verse 5 batteries montées au 18e régiment d'artillerie, une batterie à pied au 19e régiment d'artillerie, et 2 batteries montées au 22e régiment d'artillerie.
En conséquence du décret du 28 septembre 1873 qui le place dans la 16e brigade d'artillerie, il reçoit une batterie à cheval du 18e régiment d'artillerie, cède une batterie au 19e régiment d'artillerie, 2 batteries au 34e régiment d'artillerie, et une batterie au 3e régiment d'artillerie.

### 10erégiment d'artillerie
Par suite du décret du 20 avril 1872, le 10e régiment d'artillerie monté devient le 10e régiment d'artillerie.

Il garde 9 de ses batteries, auxquelles viennent se joindre 2 batteries du 20e régiment d'artillerie à cheval. Il cède en même temps au 20e à cheval deux batteries, au 21e régiment d'artillerie une batterie, au 24e deux batteries, et au 28e une batterie à pied et 5 batteries montées.
En conséquence du décret du 28 septembre 1873 qui le place dans la 10e brigade d'artillerie, il garde 10 batteries, reçoit une batterie à cheval du 18e régiment d'artillerie, et cède une batterie au 16e, 4 batteries au 17e régiment d'artillerie, et une au 26e régiment d'artillerie.

### 11erégiment d'artillerie
Par suite du décret du 20 avril 1872, le 11e régiment d'artillerie monté devient le 11e régiment d'artillerie.

Il conserve 8 de ses batteries, et reçoit une batterie à cheval du 18e régiment d'artillerie, et il cède une batterie montée au 16e, 4 batteries montées au 17e, et une batterie à pied au 26e.
La réorganisation de 1873 place le 11e régiment d'artillerie dans la 3e brigade d'artillerie, et, il garde 10 batteries, et cède ses deux batteries à cheval, l'une au 22e et l'autre au 31e régiment d'artillerie.

### 12erégiment d'artillerie
Par suite du décret du 20 avril 1872, le 12e régiment d'artillerie monté devient le 12e régiment d'artillerie.

Il garde 10 de ses batteries, reçoit 1 batterie à cheval du 19e régiment d'artillerie, et cède 3 batteries au 30e régiment d'artillerie.
Par décret du 28 septembre 1873, le « 12e régiment d'artillerie » fait partie de la 7e brigade d'artillerie. Il verse ses deux batteries à cheval l'une au 5e régiment d'artillerie et l'autre au 32e régiment d'artillerie.

### 13erégiment d'artillerie
Par suite du décret du 20 avril 1872, le 13e régiment d'artillerie monté devient le 13e régiment d'artillerie.

Il garde 11 de ses batteries, et cède 1 batterie au 25e régiment d'artillerie, 4 batteries au 26e régiment d'artillerie et 1 batterie au 28e régiment d'artillerie.
Par décret du 28 septembre 1873, le « 13e régiment d'artillerie » fait partie de la 2e brigade d'artillerie. Il reçoit une batterie à cheval du 12e régiment d'artillerie et cède 4 batteries montées au 32e régiment d'artillerie

### 14erégiment d'artillerie
Par suite du décret du 20 avril 1872, le 14e régiment d'artillerie monté devient le 14e régiment d'artillerie.
 
Lors de la réorganisation de 1872, il garde 9 batteries, reçoit 2 batteries à cheval du 24e régiment d'artillerie, et cède 1 batterie à pied au 23e régiment d'artillerie, 3 batteries montées au 24e régiment d'artillerie et 2 batteries montées au 26e régiment d'artillerie.
La réorganisation de 1873 place le 14e régiment d'artillerie dans la 18e brigade d'artillerie, et il perd ses batteries à cheval qui vont ; l'une au 24e régiment d'artillerie et l'autre au 34e régiment d'artillerie.

### 15erégiment d'artillerie
Par suite du décret du 20 avril 1872, le 15e régiment d'artillerie monté devient le 15e régiment d'artillerie.
 
Lors de la réorganisation de 1872, il garde 10 batteries, reçoit 1 batterie à cheval du 17e régiment d'artillerie, et cède 1 batterie montée au 17e régiment d'artillerie, et 8 batteries au 27e régiment d'artillerie.
La réorganisation de 1873 place le 15e régiment d'artillerie dans la 1re brigade d'artillerie, et il garde dix de ses batteries, reçoit une batterie du 17e régiment d'artillerie, et perd ses deux batteries à cheval qui passent, l'une au 27e régiment d'artillerie et l'autre au 33e régiment d'artillerie et une batterie montée qui concourt, elle aussi à la formation du 33e régiment d'artillerie.

### 16erégiment d'artillerie
Par suite du décret du 20 avril 1872, le 16e régiment d'artillerie pontonniers devient le 16e régiment d'artillerie.

Le 16e régiment d'artillerie, garde 10 de ses batteries, et reçoit 2 batteries du 1er régiment d'artillerie, 1 batterie du 2e régiment d'artillerie, 1 batterie du 11e régiment d'artillerie, 1 batterie du 12e régiment d'artillerie, 1 batterie du 18e régiment d'artillerie et 5 batteries du 22e régiment d'artillerie.
La réorganisation de 1873 place le 16e régiment d'artillerie dans la 13e brigade, et lui enlève ses deux batteries à cheval qui passent au 36e régiment d'artillerie.

### 17erégiment d'artillerie
Par suite du décret du 20 avril 1872, le 17e régiment d'artillerie à cheval devient le 17e régiment d'artillerie.

Il garde ses 2 premières batteries, cède les 6 autres batteries aux 8e, 15e, 22e, 25e, 26e et 27e régiments d'artillerie. Il reçoit en échange 3 batteries à pied où montées du 8e régiment d'artillerie, 4 batteries 11e régiment d'artillerie et 1 batterie du 15e régiment d'artillerie.
Le remaniement du 28 septembre 1873 le place dans la 19e brigade. Il garde ses 10 premières batteries et cède deux batteries à cheval qui passent aux 29e et 37e régiments d'artillerie.

### 18erégiment d'artillerie
Par suite du décret du 20 avril 1872, le 18e régiment d'artillerie à cheval devient le 18e régiment d'artillerie.

Il garde ses 2 premières batteries, cède les 6 autres batteries aux 8e, 15e, 22e, 25e, 26e et 27e régiments d'artillerie. Il reçoit en échange 3 batteries à pied où montées du 8e régiment d'artillerie, 4 batteries 11e régiment d'artillerie et 1 batterie du 15e régiment d'artillerie.
Par décret du 28 septembre 1873, le « 18e régiment d'artillerie » fait partie de la 17e brigade d'artillerie. 

### 19erégiment d'artillerie
Par suite du décret du 20 avril 1872, le 19e régiment d'artillerie à cheval devient le 19e régiment d'artillerie.

Il verse 2 batteries à cheval au 2e régiment d'artillerie, 1 batterie au 4e régiment d'artillerie, 1 batterie au 5e régiment d'artillerie, 1 batterie au 6e régiment d'artillerie, 1 batterie au 12e régiment d'artillerie et 2 batteries au 29e régiment d'artillerie, et reçoit en échange 7 batteries à pied ou montées du 6e régiment d'artillerie et 1 batterie du 9e régiment d'artillerie. 
Par décret du 28 septembre 1873, le « 19e régiment d'artillerie » fait partie de la 15e brigade d'artillerie. Il reçoit 1 batterie du 9e régiment d'artillerie et verse 1 batterie montée et ses 2 dernières batteries à cheval au 38e régiment d'artillerie.

### 20erégiment d'artillerie
Par suite du décret du 20 avril 1872, le 20e régiment d'artillerie à cheval devient le 20e régiment d'artillerie.

Il ne conserve que 2 batteries à cheval et cède les autres aux 7e, 8e et 28e régiments d'artillerie. Il reçoit en échange 5 batteries à pied ou montées du 7e et 3 batteries du 10e régiments d'artillerie.
La réorganisation de 1873 place le 20e régiment d'artillerie dans la 9e brigade d'artillerie. Il garde 8 de ses batteries, et reçoit 1 batterie du 7e et 1 batterie du 24e régiment d'artillerie et cède 3 batteries à chacun des régiments numérotés 21, 31 et 33.

### 21erégiment d'artillerie
Par suite du décret du 20 avril 1872, le 21e régiment d'artillerie mixte devient le 21e régiment d'artillerie.

Il conserve 8 de ses batteries, et reçoit 1 batterie du 13e régiment d'artillerie et 2 batteries à cheval du 24e régiment d'artillerie.
La réorganisation de 1873 place le 21e régiment d'artillerie dans la 12e brigade d'artillerie. Il garde 9 de ses batteries, reçoit 1 batterie du 20e régiment d'artillerie et verse 1 batterie montée au 33e régiment d'artillerie et ses 2 batteries à cheval au 34e régiment d'artillerie.

### 22erégiment d'artillerie
Par suite du décret du 20 avril 1872, le 22e régiment d'artillerie mixte devient le 22e régiment d'artillerie.

Il conserve 8 de ses batteries, et reçoit 2 batteries du 9e régiment d'artillerie et 1 batterie du 17e régiment d'artillerie. Il cède en même temps 5 batteries au 16e régiment d'artillerie et 1 batterie au 26e régiment d'artillerie.
La réorganisation de 1873 place le 22e régiment d'artillerie dans la 3e brigade d'artillerie. Il garde 8 de ses batteries, reçoit 1 batterie du 11e régiment d'artillerie et verse 2 batteries au 31e régiment d'artillerie et ses 2 batteries au 35e régiment d'artillerie.

### 23erégiment d'artillerie
Par suite du décret du 20 avril 1872, le 23e régiment d'artillerie mixte devient le 23e régiment d'artillerie.

Le régiment reçoit 1 batterie à pied du 14e régiment d'artillerie, 1 batterie montée du 7e régiment d'artillerie et 2 batteries à cheval du 18e régiment d'artillerie. 
La réorganisation de 1873 place le 23e régiment d'artillerie dans la 17e brigade d'artillerie. Il reçoit 1 batterie à pied du 14e régiment d'artillerie, 1 batterie montée du 7e régiment d'artillerie et 2 batteries à cheval du 18e régiment d'artillerie.

### 24erégiment d'artillerie
Par suite du décret du 20 avril 1872, le 24e régiment d'artillerie mixte devient le 24e régiment d'artillerie.

Le régiment est réorganisé avec son dépôt et ses 2 premières batteries à cheval. Il cède 2 batteries au 14e régiment d'artillerie et 2 autres batteries au 21e régiment d'artillerie. Il reçoit en échange 2 batteries montées du 10e régiment d'artillerie, 1 batterie du 2e régiment d'artillerie, 1 batterie du 6e régiment d'artillerie, et 3 batteries du 14e régiment d'artillerie. 
La réorganisation de 1873 place le 24e régiment d'artillerie dans la 18e brigade d'artillerie. Il conserve 8 de ses batteries, cède 1 batterie au 20e régiment d'artillerie, 1 batterie au 34e régiment d'artillerie et 2 batteries au 38e régiment d'artillerie et reçoit 1 batterie à cheval du 14e régiment d'artillerie.

### 25erégiment d'artillerie
Le 25e régiment d'artillerie est formé à Vincennes par ordre du 20 avril 1872 avec 2 batteries provenant du 8e régiment d'artillerie, 7 batteries provenant du 12e régiment d'artillerie, 1 batterie provenant du 13e régiment d'artillerie et 1 batterie provenant du 17e régiment d'artillerie.
La réorganisation de 1873 place le 25e régiment d'artillerie dans la 6e brigade d'artillerie. Il est reconstitué avec 8 de ses batteries, il reçoit 1 batterie à cheval du 8e régiment d'artillerie et cède 2 batteries montées au 32e régiment d'artillerie et 2 batteries au 35e régiment d'artillerie.

### 26erégiment d'artillerie
Le 26e régiment d'artillerie est formé à Versailles par ordre du 20 avril 1872 avec 1 batterie provenant du 11e régiment d'artillerie, 2 batteries provenant du 12e régiment d'artillerie, 4 batteries provenant du 13e régiment d'artillerie, 2 batteries provenant du 14e régiment d'artillerie, 1 batterie provenant du 17e régiment d'artillerie, et 1 batterie provenant du 22e régiment d'artillerie.
La réorganisation de 1873 place le 26e régiment d'artillerie dans la 4e brigade d'artillerie. Il cède ses 2 batteries à cheval au 31e régiment d'artillerie.

### 27erégiment d'artillerie
Le 27e régiment d'artillerie est formé à Douai par ordre du 20 avril 1872 avec 2 batteries provenant du 8e régiment d'artillerie, 8 batteries provenant du 15e régiment d'artillerie et 1 batterie provenant du 17e régiment d'artillerie.
La réorganisation de 1873 place le 27e régiment d'artillerie dans la 1re brigade d'artillerie. Il reçoit 1 batteries à cheval du 15e régiment d'artillerie et cède 4 batteries au 33e régiment d'artillerie.

### 28erégiment d'artillerie
Le 28e régiment d'artillerie est formé à Rennes par ordre du 20 avril 1872 avec 2 batteries provenant du 7e régiment d'artillerie, 7 batteries provenant du 10e régiment d'artillerie, 2 batteries provenant du 20e régiment d'artillerie. 
La réorganisation de 1873 place le 28e régiment d'artillerie dans la 11e brigade d'artillerie. Il reçoit 1 batterie du 23e régiment d'artillerie et cède 1 batterie au 31e régiment d'artillerie et ses 2 batteries à cheval au 35e régiment d'artillerie.

### 29erégiment d'artillerie
Le 29e régiment d'artillerie est formé à Grenoble par ordre du 20 avril 1872 avec 6 batteries provenant du 2e régiment d'artillerie, 3 batteries provenant du 6e régiment d'artillerie, 2 batteries provenant du 19e régiment d'artillerie.
La réorganisation de 1873 place le 29e régiment d'artillerie dans la 19e brigade d'artillerie. Il conserve 8 de ses batteries, reçoit 1 batteries à cheval du 17e régiment d'artillerie et cède 4 batteries au 36e régiment d'artillerie.

### 30erégiment d'artillerie
Le 30e régiment d'artillerie est formé à Tarascon par ordre du 20 avril 1872 avec 3 batteries provenant du 2e régiment d'artillerie, 3 batteries provenant du 4e régiment d'artillerie, 3 batteries provenant du 5e régiment d'artillerie et 2 batteries provenant du 18e régiment d'artillerie
La réorganisation de 1873 place le 30e régiment d'artillerie dans la 5e brigade d'artillerie. Il cède ses 2 batteries à cheval aux 37e et 38e régiment d'artillerie.

### 31erégiment d'artillerie
Le 31e régiment d'artillerie est formé au Mans le 28 septembre 1873 lors de cette réorganisation des corps d'artillerie français, avec 2 batteries provenant du 10e régiment d'artillerie, 1 batterie provenant du 11e régiment d'artillerie, 1 batterie provenant du 20e régiment d'artillerie, 2 batteries provenant du 22e régiment d'artillerie, 2 batteries provenant du 26e régiment d'artillerie, 1 batterie provenant du 28e régiment d'artillerie.
Le régiment fait partie de la 4e brigade d'artillerie.

### 32erégiment d'artillerie
Le 32e régiment d'artillerie est formé à Vincennes le 28 septembre 1873 lors de cette réorganisation des corps d'artillerie français, avec, 1 batterie provenant du 4e régiment d'artillerie, 1 batterie provenant du 8e régiment d'artillerie, 1 batterie provenant du 12e régiment d'artillerie, 4 batteries provenant du 13e régiment d'artillerie, et 2 batteries provenant du 25e régiment d'artillerie.
Le régiment fait partie de la 5e brigade d'artillerie.

### 33erégiment d'artillerie
Le 33e régiment d'artillerie est formé à Poitiers le 28 septembre 1873 lors de cette réorganisation des corps d'artillerie français, avec 2 batteries provenant du 15e régiment d'artillerie, 2 batteries provenant du 20e régiment d'artillerie, 1 batterie provenant du 21e régiment d'artillerie, et 4 batteries provenant du 27e régiment d'artillerie.
Le régiment fait partie de la 9e brigade d'artillerie.

### 34erégiment d'artillerie
Le 34e régiment d'artillerie est formé à Toulouse le 28 septembre 1873 lors de cette réorganisation des corps d'artillerie français, avec 2 batteries provenant du 9e régiment d'artillerie, 1 batterie provenant du 14e régiment d'artillerie, 2 batteries provenant du 21e régiment d'artillerie, 3 batteries provenant du 23e régiment d'artillerie, et 1 batterie provenant du 24e régiment d'artillerie. 
Le régiment fait partie de la 12e brigade d'artillerie. 

### 35erégiment d'artillerie
Le 35e régiment d'artillerie est formé à Nantes le 7 octobre 1873 lors de cette réorganisation des corps d'artillerie français, avec 1 batterie provenant du 7e régiment d'artillerie, 2 batteries provenant du 10e régiment d'artillerie, 2 batteries provenant du 22e régiment d'artillerie, 2 batteries provenant du 25e régiment d'artillerie, et 2 batteries provenant du 28e régiment d'artillerie. 
Le régiment fait partie de la 11e brigade d'artillerie.

### 36erégiment d'artillerie
Le 36e régiment d'artillerie est formé à Clermont-Ferrand le 28 septembre 1873 lors de cette réorganisation des corps d'artillerie français, avec 1 batterie provenant du 1er régiment d'artillerie, 2 batteries provenant du 2e régiment d'artillerie, 4 batteries provenant du 29e régiment d'artillerie, et 2 batteries provenant du 16e régiment d'artillerie.
Le régiment fait partie de la 13e brigade d'artillerie.

### 37erégiment d'artillerie
Le 37e régiment d'artillerie est formé à Bourges le 28 septembre 1873 lors de cette réorganisation des corps d'artillerie français, avec 1 batterie provenant du 1er régiment d'artillerie, 3 batteries provenant du 3e régiment d'artillerie, 1 batterie provenant du 5e régiment d'artillerie, 1 batterie provenant du 17e régiment d'artillerie, 2 batteries provenant du 24e régiment d'artillerie, et 1 batterie provenant du 30e régiment d'artillerie.
Le régiment fait partie de la 8e brigade d'artillerie.

### 38erégiment d'artillerie
Le 38e régiment d'artillerie est formé à Valence le 28 septembre 1873 lors de cette réorganisation des corps d'artillerie français, avec 2 batteries provenant du 5e régiment d'artillerie, 3 batteries provenant du 6e régiment d'artillerie, et 3 batteries provenant du 19e régiment d'artillerie.
Le régiment fait partie de la 15e brigade d'artillerie.

## Les brigades d'artillerie
- 1re brigade d'artillerie : 15e régiment d'artillerie et 27e régiment d'artillerie
- 2e brigade d'artillerie : 4e régiment d'artillerie et 13e régiment d'artillerie
- 3e brigade d'artillerie : 11e régiment d'artillerie et 22e régiment d'artillerie
- 4e brigade d'artillerie : 26e régiment d'artillerie et 31e régiment d'artillerie
- 5e brigade d'artillerie : 30e régiment d'artillerie et 32e régiment d'artillerie
- 6e brigade d'artillerie : 8e régiment d'artillerie et 25e régiment d'artillerie
- 7e brigade d'artillerie : 5e régiment d'artillerie et 12e régiment d'artillerie
- 8e brigade d'artillerie : 1er régiment d'artillerie et 37e régiment d'artillerie
- 9e brigade d'artillerie : 20e régiment d'artillerie et 33e régiment d'artillerie
- 10e brigade d'artillerie : 7e régiment d'artillerie et 10e régiment d'artillerie
- 11e brigade d'artillerie : 27e régiment d'artillerie et 35e régiment d'artillerie
- 12e brigade d'artillerie : 21e régiment d'artillerie et 34e régiment d'artillerie
- 13e brigade d'artillerie : 16e régiment d'artillerie et 36e régiment d'artillerie
- 14e brigade d'artillerie : 2e régiment d'artillerie et 6e régiment d'artillerie
- 15e brigade d'artillerie : 19e régiment d'artillerie et 38e régiment d'artillerie
- 16e brigade d'artillerie : 3e régiment d'artillerie et 9e régiment d'artillerie
- 17e brigade d'artillerie : 18e régiment d'artillerie et 23e régiment d'artillerie
- 18e brigade d'artillerie : 14e régiment d'artillerie et 24e régiment d'artillerie
- 19e brigade d'artillerie : 17e régiment d'artillerie et 29e régiment d'artillerie

## Les régions et subdivisions de région
1re Région
La 1re Région qui a pour chef-lieu Lille, comprend les départements du Nord et du Pas-de-Calais.
2e Région
La 2e Région qui a pour chef-lieu Amiens, comprend les départements de l'Aisne, de l'Oise, de la Somme, de Seine-et-Oise (arrondissement de Pontoise) et de la Seine (cantons de Saint-Denis, de Pantin et des 10e, 19e et 20e arrondissements de Paris).
3e Région
La 3e Région qui a pour chef-lieu Rouen, comprend les départements du Calvados, de l'Eure, de la Seine-Inférieure, de Seine-et-Oise (arrondissements de Mantes et de Versailles) et de la Seine (cantons de Courbevoie, de Neuilly-sur-Seine et des 1er, 7e, 8e, 9e, 15e, 16e, 17e et 18e arrondissements de Paris).
4e Région
La 4e Région qui a pour chef-lieu Le Mans, comprend les départements du Calvados, d'Eure-et-Loir, de la Mayenne, de l'Orne, de la Sarthe, de Seine-et-Oise (arrondissement de Rambouillet) et de la Seine (cantons de Villejuif, de Sceaux et des 4e, 5e, 6e, 13e et 14e arrondissements de Paris).
5e Région
La 5e Région qui a pour chef-lieu Orléans, comprend les départements du Loiret, de Loir-et-Cher, de Seine-et-Marne, de l'Yonne, de Seine-et-Oise (arrondissements d'Étampes et de Corbeil) et de la Seine (cantons de Charenton-le-Pont, de Vincennes et des 2e, 3e, 11e et 12e arrondissements de Paris)
6e Région
La 6e Région qui a pour chef-lieu Châlons-sur-Marne, comprend les départements des Ardennes, de l'Aube, de la Marne, de Meurthe-et-Moselle, de la Meuse et des Vosges.
7e Région
La 7e Région qui a pour chef-lieu Besançon, comprend les départements de l'Ain, du Doubs, du Jura, de la Haute-Marne, du Haut-Rhin, de la Haute-Saône et du Rhône (canton de Neuville-sur-Saône, 4e et 5e arrondissements de Lyon.
8e Région
La 8e Région qui a pour chef-lieu Bourges, comprend les départements du Cher, de la Côte-d'Or, de la Nièvre, de Saône-et-Loire et du Rhône (arrondissement de Villefranche-sur-Saône).
9e Région
La 9e Région qui a pour chef-lieu Tours, comprend les départements de Maine-et-Loire, d'Indre-et-Loire, de l'Indre, des Deux-Sèvres et de la Vienne.
10e Région
La 10e Région qui a pour chef-lieu Rennes, comprend les départements des Côtes-du-Nord, de la Manche et d'Ille-et-Vilaine
11e Région
La 11e Région qui a pour chef-lieu Nantes, comprend les départements du Finistère, de la Loire-Inférieure, du Morbihan et de la Vendée
12e Région
La 12e Région qui a pour chef-lieu Limoges, comprend les départements de la Charente, de la Corrèze, de la Creuse, de la Dordogne et de la Haute-Vienne.
13e Région
La 13e Région qui a pour chef-lieu Clermont-Ferrand, comprend les départements de l'Allier, de la Loire, du Puy-de-Dôme, de la Haute-Loire, du Cantal et du Rhône (cantons de L'Arbresle, Condrieu, Limonest, Mornant, Saint-Symphorien, Saint-Laurent-de-Chamousset et Vaugneray).
14e Région
La 14e Région qui a pour chef-lieu Grenoble, comprend les départements des Hautes-Alpes, de la Drôme, de l'Isère, de la Savoie, de la Haute-Savoie et du Rhône (cantons de Givors, Saint-Genis-Laval, Villeurbanne, 1er, 2e, 3e et 6e arrondissements de Lyon).
15e Région
La 15e Région qui a pour chef-lieu Marseille, comprend les départements des Basses-Alpes, des Alpes-Maritimes, de l'Ardèche, des Bouches-du-Rhône, de la Corse, du Gard, du Var et de Vaucluse.
16e Région
La 16e Région qui a pour chef-lieu Montpellier, comprend les départements de l'Aude, de l'Aveyron, de l'Hérault, de la Lozère, du Tarn et des Pyrénées-Orientales.
17e Région
La 17e Région qui a pour chef-lieu Toulouse, comprend les départements de l'Ariège, de la Haute-Garonne, du Gers, du Lot, de Lot-et-Garonne et de Tarn-et-Garonne.
18e Région
La 18e Région qui a pour chef-lieu Bordeaux, comprend les départements de la Charente-Inférieure, de la Gironde, des Landes, des Basses-Pyrénées et des Hautes-Pyrénées.

## Sources et bibliographie
- Henri Kauffert : Historique de l'artillerie française
- Louis Susane : Histoire de l'artillerie Française
- Historiques des corps de troupe de l'armée française (1569-1900)
- Henri Roswag : Historique du 13e régiment d'artillerie